# Chris Griffin
Christopher Cross (Chris) Griffin is de oudste zoon van de hoofdpersonages in de Amerikaanse animatieserie Family Guy, Peter Griffin. De stem van Chris wordt ingesproken door Seth Green.
Chris is niet bepaald slim en lijkt in een aantal opzichten sterk op zijn vader. Zo is hij erg dik en is hij in het begin zelfs nog dommer dan zijn vader.
Chris' enige talent is tekenen, verder kan hij helemaal niks.
Verder heeft hij een kwaadaardige aap in de kledingkast op zijn kamer, iets wat zijn familie niet wil geloven. De "evil monkey" in zijn kast is zo boos geworden doordat hij een trauma heeft opgelopen nadat zijn vrouw is vreemdgegaan. Later in de serie wordt bekend dat de aap helemaal niet slecht is.
Chris wordt regelmatig lastiggevallen door de oude pedofiele buurman Herbert.